# Isabelle Sbrissa
Pour les articles homonymes, voir Sbrissa.
Isabelle Sbrissa, née en 1971 à Genève, est une écrivaine, dramaturge et poétesse suisse. Elle est considérée comme une représentante de la nouvelle génération de la poésie suisse,. 

## Biographie
Après une période consacrée au théâtre, Isabelle Sbrissa s'intéresse à la dimension vocale de la poésie, notamment à travers des performances scéniques et des formes de polyphonie qui naissent du heurt et de la rencontre de langues différentes,.
À la croisée des disciplines, les textes d’Isabelle Sbrissa donne une grande importance à l’oralité, détournant dans la poésie les procédés de traduction et revisitant les formes poétiques canoniques. Elle explore la musicalité de la langue en s'éloignant des fonctions de communication.   
Ses vers allient accouplement et transformation de langues différentes, en mettant en évidence des similitudes entre leurs univers sonores et en déployant des significations ouvertes qui dérivent vers le chant.
Elle est invitée d'honneur de l’Oulipo en 2014.

## Œuvres
- La Traversée du désert (Éditions Bernard Campiche 2009)[7].
- Le Quatre-Mains (Éditions Bernard Campiche, 2009)
- Travaux d’Italie (dans Grumeaux, Violence, no 3, 2012, Éditions Nous, 2012)
- poèmes poèmes1 (éditions Disdill, 2013) ou 2014 ?
- R (éditions disdill, 2013)
- Mot à mort (KIN issue 3 2013.01)
- Ici là voir ailleurs (éditions Nous, 2016)
- tout tient tout (éditions Héros-Limite, 2021)[8].

## Œuvres publiées sur revues en ligne
- sonnetsTM, 2015 sur sitaudis.fr[9].
- Baccalà alla ligure / Baquelle à la dure, revue coaltar?